# Liriomyza europaea
Liriomyza europaea är en tvåvingeart som beskrevs av Zlobin 2002. Liriomyza europaea ingår i släktet Liriomyza och familjen minerarflugor. Inga underarter finns listade i Catalogue of Life.